# Łeonid Barteniew
Łeonid Wołodymyrowycz Barteniew (ukr. Леонід Володимирович Бартенєв; ros. Леонид Владимирович Бартенев, Leonid Władimirowicz Bartieniew; ur. 10 października 1933 w Połtawie, zm. 17 listopada 2021) – ukraiński lekkoatleta (sprinter) startujący w barwach Związku Radzieckiego, dwukrotny wicemistrz olimpijski.
Wcześnie został sierotą. Ojciec był ofiarą czystek stalinowskich, a matka zmarła w 1942. Sportem zajął się w szkole średniej w Połtawie. Później należał do klubu Buriewiestnik Kijów.
Zdobył brązowy medal w sztafecie 4 × 100 metrów (w składzie: Boris Tokariew, Wiktor Riabow, Lewan Sanadze i Barteniew) na mistrzostwach Europy w 1954 w Bernie.
Na igrzyskach olimpijskich w 1956 w Melbourne zdobył srebrny medal w sztafecie 4 × 100 metrów (w składzie: Barteniew, Tokariew, Jurij Konowałow i Władimir Suchariew). Na tych samych igrzyskach odpadł w ćwierćfinałach biegu na 100 metrów i biegu na 200 metrów. Wywalczył brązowy medal w sztafecie 4 × 100 metrów (w składzie: Tokariew, Edwin Ozolin, Konowałow i Barteniew) na mistrzostwach Europy w 1958 w Sztokholmie, a w biegach na 100 metrów i na 200 metrów odpadł w półfinałach.
Ponownie zdobył srebrny medal w sztafecie 4 × 100 metrów (w składzie: Gusman Kosanow, Barteniew, Konowałow i Ozolin) na igrzyskach olimpijskich w 1960 w Rzymie. W biegu na 200 metrów odpadł w ćwierćfinale.
Odnosił również sukcesy w sporcie akademickim. Zwyciężył w biegu na 100 metrów i zdobył brązowy medal w biegu na 200 metrów na Akademickich Mistrzostwach Świata (UIE) w 1955 w Warszawie, a także zdobył srebrne medale na 100 metrów i na 200 metrów na Akademickich Mistrzostwach Świata (UIE) w 1957 w Moskwie. Zdobył srebrny medal na 200 metrów i brązowy medal na 100 metrów na Akademickich Mistrzostwach Świata (FISU) w 1957 w Paryżu. Został mistrzem uniwersjady w 1961 w Sofii w sztafecie 4 × 100 metrów.
Był mistrzem ZSRR w biegu na 100 metrów w 1958 i w biegu na 200 metrów w 1959.
Był dwukrotnym rekordzistą ZSRR w sztafecie 4 × 100 metrów do wyniku 39,4 s. (15 lipca 1961 w Moskwie). Dwukrotnie wyrównał również rekord ZSRR w biegu na 100 metrów czasem 10,3 s. (27 maja 1956 w Kijowie i 20 czerwca 1959 w Budapeszcie).
Ukończył Narodowy Instytut Kultury Fizycznej i Sportu Ukrainy w Kijowie. Od 1961 był trenerem biegów krótkich. Prowadził reprezentację ZSRR w sprintach w latach 1964–1984.
W 2007 w Moskwie uległ ciężkiemu wypadkowi; został potrącony na zielonym świetle przez samochód. Dzięki intensywnej rehabilitacji ruchowej udało mu się odzyskać zdolność samodzielnego poruszania się.
Jest autorem książki Бег на короткие дистанции (Bieg na krótkich dystansach). Został odznaczony orderem „Znak Honoru”.

## Rekordy życiowe
źródło: portal all-athletics.com
- 100 m - 10,2 s. - Kijów - 25 czerwca 1960 r.
- 200 m - 21,4 s. - Melbourne - 26 listopada 1956 r.
- 4 × 100 m - 39,80 s. - Melbourne - 1 grudnia 1956 r.